# Torymus montanus
Torymus montanus is een vliesvleugelig insect uit de familie Torymidae. De wetenschappelijke naam is voor het eerst geldig gepubliceerd in 1976 door Zerova.